# Fazenda Santo André
A Fazenda Santo André é uma fazenda histórica do município de Paraíba do Sul, no estado do Rio de Janeiro. Foi fundada no ano de 1840 por Carlos Pereira Nunes, que explorou a cafeicultura. Com sua morte em 1894, a fazenda ficou como legada a sua mulher Florinda Pereira Nunes. Até meados do século XX a fazenda ainda pertencia aos herdeiros de Carlos Pereira Nunes.
A sede, onde se encontra a casa grande da Fazenda Santo André, foi mantida pelo herdeiro; porém, cerca de 59 alqueires (150 originais), foi vendida no ano de 1980 ao Sr. Waldyr de Assis Ribeiro, que permaneceu proprietário até 1993.

## História
A origem desta fazenda relaciona-se com a história de outras fazendas pertencentes ao comendador Inácio Pereira Nunes, um dos pioneiros na cultura do café em terras de Paraíba do Sul. Nascido na cidade do Rio de Janeiro em 1770, não se sabe ao certo quando chegou à região. Adquiriu várias terras em pura mata e também exercendo a atividade de usurário(agiota), recebeu diversas fazendas como forma de pagamento, através da execução de bens hipotecados a ele.
Ele tinha preferência pelas terras da serra das Abóboras, nas vertentes do rio Paraíba do Sul, adquirindo primeiramente os sítios Água Limpa e Serra da viúva de José Fernandes dos Santos.
Enriqueceu rapidamente com o café, possuindo cerca de 1.000 escravos além de quase 300 bestas de carga, que faziam o transporte dos produtos das suas fazendas até o Porto da Estrela e retornavam de lá com ferramentas necessárias para suas lavouras. A Fazenda do Sossego foi dedicada para o tratamento dos animais de carga.
Era proprietário de tantas terras que ao falecer em 28 de março de 1857, deixou uma fazenda para cada filho (tinha quinze filhos), todas com mais de 100 alqueires de terras, grande parte ainda em pura mata virgem. Das terras de Inácio Pereira Nunes, originaram-se as fazendas: Cachoeira, Caxambu, Santa Tereza, Sossego, Retiro, Fortaleza, Independência, Água-Limpa, Santo André, Serra, Santo Elias, Santa Vitória, Bom Sucesso e Barreira.
Carlos Pereira Nunes fundou a Fazenda Santo André por volta de 1840, criando uma grande lavoura, e casou-se com Florinda do Couto em 1842. Deste matrimônio nasceram dez filhos. 
Carlos Pereira Nunes e sua mulher conseguiram grande pecúlio, auxiliados pelo trabalho de seus escravos. Embora não tenham se distinguido em artes ou ciências, sobressaíram-se  como financistas. Em 1877, Carlos Pereira Nunes foi agraciado com o título de barão de São Carlos em 28 de agosto de 1877. Também foi reconhecido por sua filantropia, por suas doações à Casa de Caridade de Paraíba do Sul e à Sociedade de Beneficência Portuguesa do Rio de Janeiro.
Faleceu em março de 1894, encontra-se sepultado no  cemitério de Paraíba, sendo sua sepultura a mais suntuosa do local.  A Fazenda Santo André foi herdada pela baronesa, que depois a transferiu para seu filho Cristóvão Pereira Nunes. Este ficou com a fazenda até  a primeira metade do século XX. 
Em 1920, Carlos Charlier Nunes era seu proprietário e, em 1935, a Fazenda Santo André já pertencia à novos proprietários, família Tostes.

## Estrutura
A  casa-sede possui dois pavimentos, com planta em formato da letra “C”, com portas e janelas em madeira. Possui também uma capela, em cujas parede ainda se pode observar a pintura decorativa, o altar trabalhado e dourado. 

O alicerce em pedra existente na frente e à direita da casa-sede era da antiga casa construída em torno do século XVIII e  à esquerda da atual sede, na plataforma inferior, eram onde ficavam as senzalas que já não existem mais.